# 马里维尔学院
马里维尔学院（Maryville College）是位于田纳西州马里维尔的一所文理学院。它于1819年由长老宗牧师艾萨克·L·安德森创立，初衷是为了在西部推行启蒙和高等教育。该学院是美国最古老的50所学院之一，亦是美国南部历史第12长的学院。它与美国长老会有合作，招收学生约1100名。学院的吉祥物是苏格兰人。